# Nika Melia

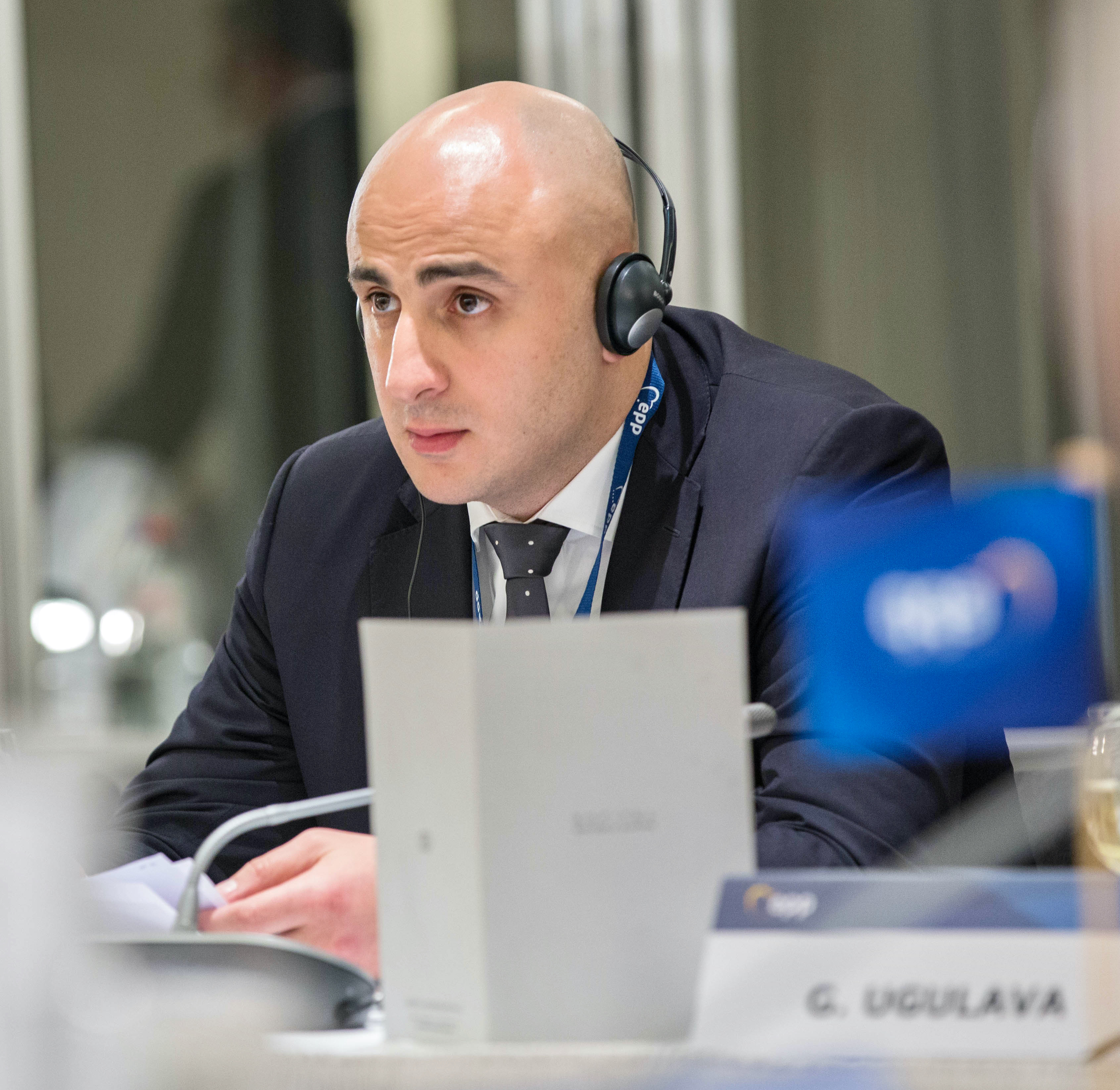
Nika Melia

Nikanor (Nika) Melia (georgiano: ნიკა მელია; 1979) é um político georgiano, ex-presidente do partido Movimento Nacional Unido e ex-membro do Parlamento da Geórgia de 2016 a 2019 e de 2020 a 2021.
Em junho de 2019, foi libertado sob fiança após ser acusado de organizar, dirigir ou participar de violência durante os protestos antigovernamentais em Tbilisi, nos dias 20 e 21 de junho.
Foi o único candidato da oposição a ficar em primeiro lugar em qualquer turno das eleições legislativas da Geórgia em 2020, mas boicotou e não participou do segundo turno. A eleição foi caracterizada por uma forte crise política no país, determinada também pela nova lei eleitoral.
Em 23 de fevereiro de 2021, forças especiais e a polícia invadiram o escritório do Movimento Nacional Unido e prenderam Melia. Permaneceu na prisão durante três meses até de ser libertado no âmbito de um acordo alcançado pela União Europeia, que há muito tempo trabalhava para tentar resolver o conflito entre as forças políticas, pagou a fiança para sua libertação da prisão, com o objetivo de pôr fim à crise política na Geórgia.